# Місків Артур Валерійович
Артур Валерійович Місків (23 квітня 1983, с. Березнуватівка, Солонянський район, Дніпропетровська область, Українська РСР — 10 лютого 2015, Дебальцеве, Донецька область, Україна) — капітан Збройних сил України, учасник війни на сході України, заступник командира роти з озброєння (40-й окремий мотопіхотний батальйон, 17-та окрема танкова бригада).
Загинув у бою при обороні міста Дебальцеве.
По смерті залишилися батьки та брат.
Похований за місцем народження.
Указом Президента України № 436/2015 від 17 липня 2015 року «за особисту мужність і високий професіоналізм, виявлені у захисті державного суверенітету та територіальної цілісності України, вірність військовій присязі» нагороджений орденом Богдана Хмельницького III ступеня (посмертно).